# Радзешин
Радзешин (пол. Radzieszyn, нім. Ziegelhof) — село в Польщі, у гміні Берутув Олесницького повіту Нижньосілезького воєводства.
Населення — 40 осіб (2011).
У 1975-1998 роках село належало до Вроцлавського воєводства.

## Демографія
Демографічна структура станом на 31 березня 2011 року:
|          | Загалом | Допрацездатний вік | Працездатний вік | Постпрацездатний вік |
| -------- | ------- | ------------------ | ---------------- | -------------------- |
| Чоловіки | 18      | 1                  | 14               | 3                    |
| Жінки    | 22      | 3                  | 11               | 8                    |
| Разом    | 40      | 4                  | 25               | 11                   |